# St. Martin (Zusamaltheim)

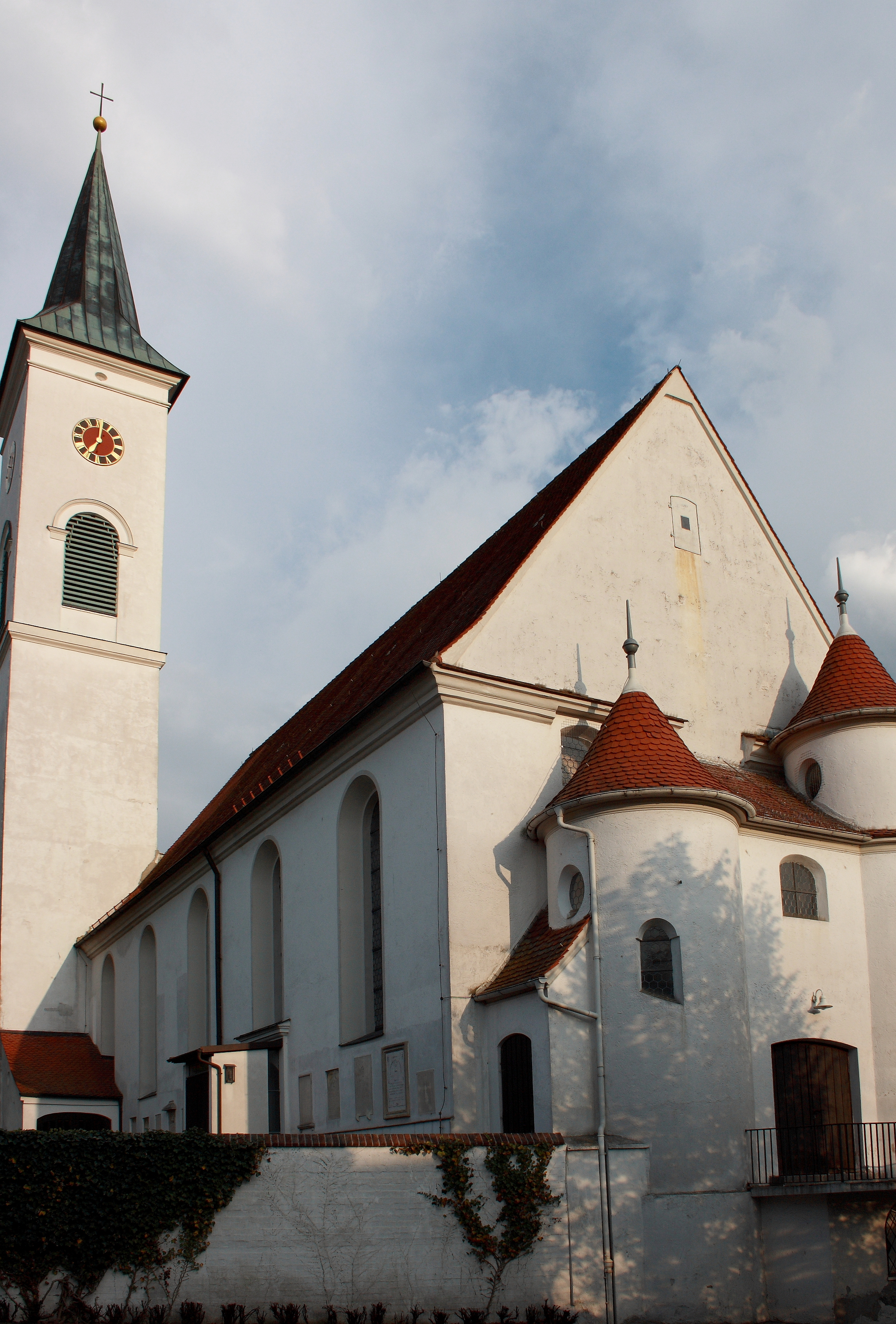
Kirche St. Martin in Zusamaltheim

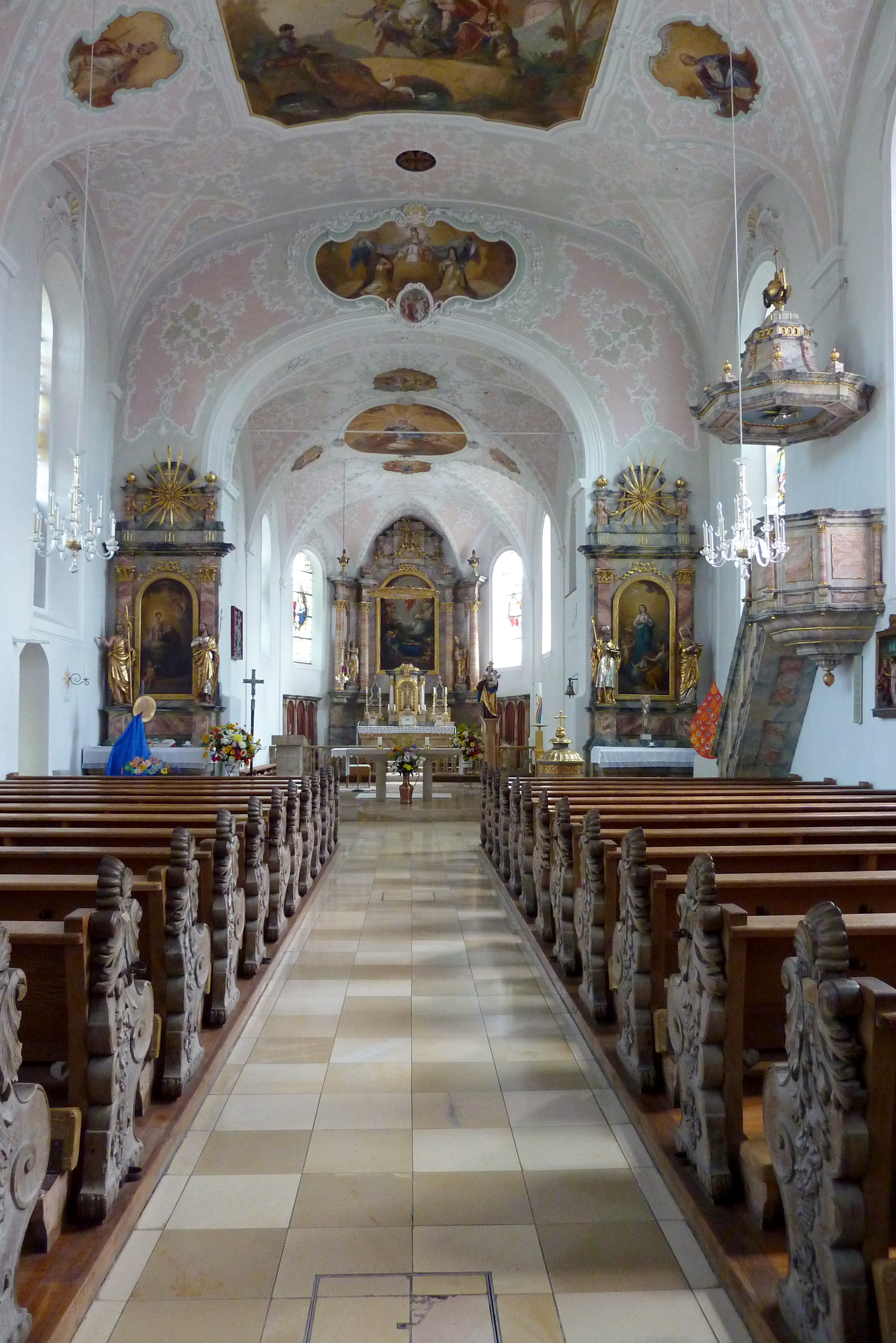
Innenansicht

Die katholische Pfarrkirche St. Martin in Zusamaltheim, einer Gemeinde im schwäbischen Landkreis Dillingen an der Donau in Bayern, wurde im 17. Jahrhundert errichtet. Die Kirche an der Wertinger Straße 2 ist ein geschütztes Baudenkmal.

## Geschichte
Das Patrozinium des heiligen Martin lässt eine Gründung der Pfarrei bereits in fränkischer Zeit vermuten. Der Chor wurde 1630 errichtet und das spätgotische Langhaus wurde 1724 von Matthias Kraus erhöht und verlängert. In den Jahren 1830/31 wurde der Turm auf seinen spätgotischen Fundamenten erneuert. 1905 wurden die beiden runden Treppentürme mit dem Vorzeichen im Westen angebaut.

## Architektur
Der einschiffige Bau wird von Pilastern gegliedert und von einer Stichkappentonne gedeckt. Der eingezogene Chor ist halbrund geschlossen. Nördlich schließt sich der quadratische Turm an, der von einem Pyramidenhelm gedeckt wird.
Bandelwerkstukkaturen mit Akanthusranken, 1724 von Joseph Schmuzer ausgeführt, schmücken die Wände. Über dem Chorbogen befindet sich eine Kartusche mit dem Wappen des Hochstifts Augsburg. Die Fresken im Chor wurden 1861 von Andreas Merkle, die im Langhaus 1905 von Hans Kögl ausgeführt.

## Ausstattung
Die Altäre wurden 1805 von Sebastian Strobel gefertigt. Die Gemälde darin stammen von Konrad Huber. Der Kanzelkorb wurde 1681/82 von Bernhard Wibel geschaffen, der Schalldeckel (1905) von Sebastian Strobel.

## Bleiglasfenster
Die Bleiglasfenster, mit der Darstellung von Heiligen, den Evangelisten und der Heiligen Familie, wurden in der Werkstatt von Franz Xaver Zettler in München gefertigt.

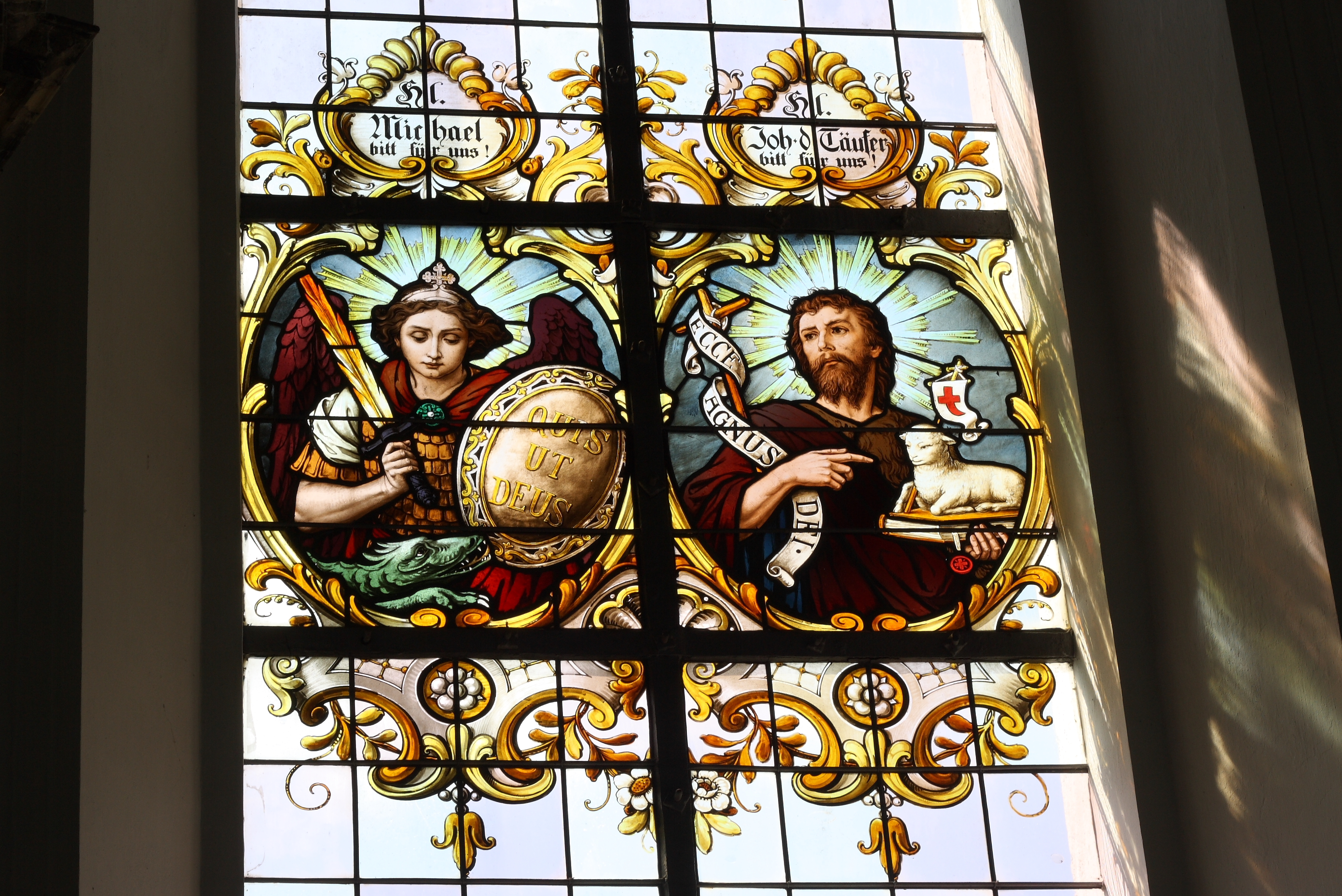
Erzengel Michael und Johannes der Täufer
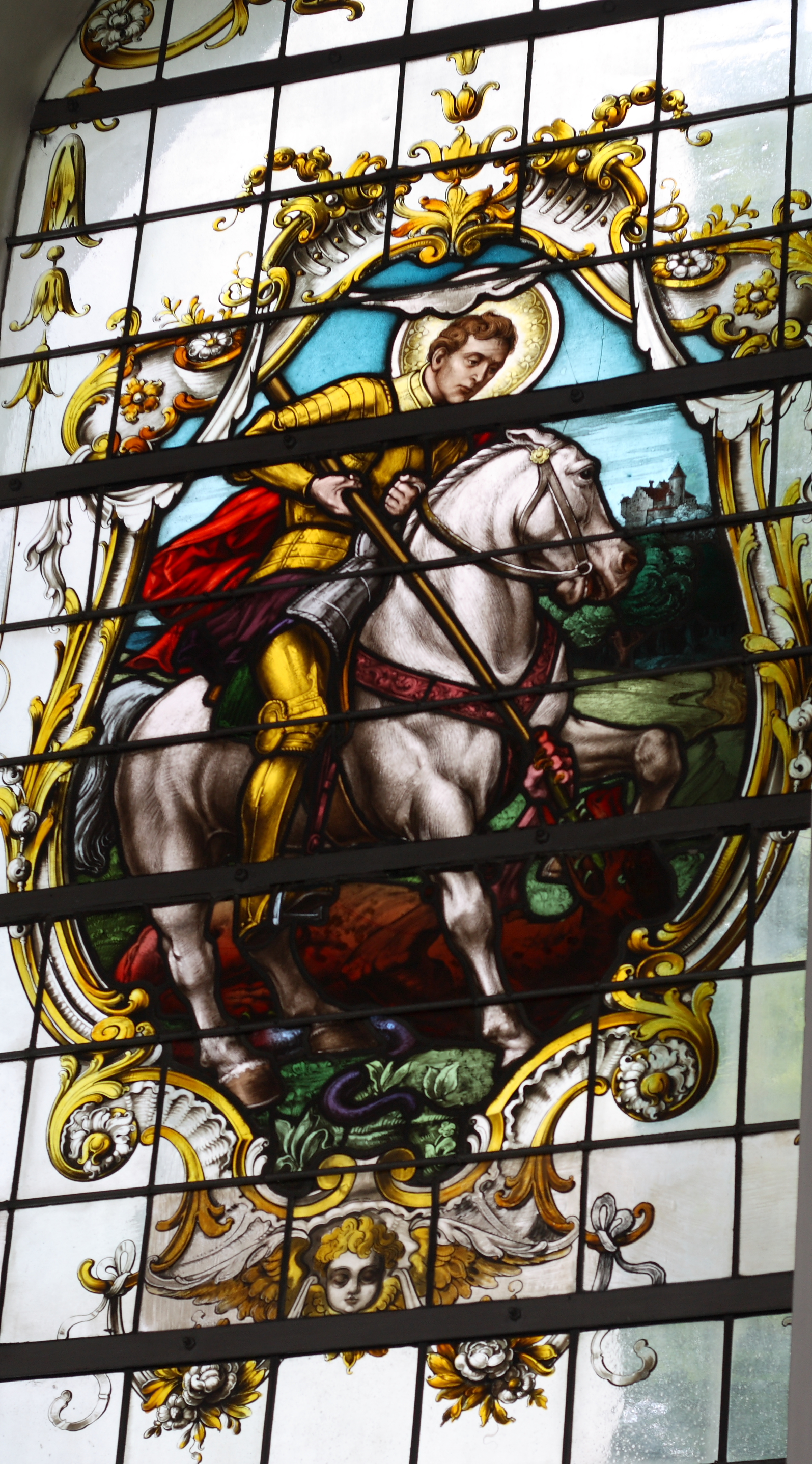
Heiliger Georg
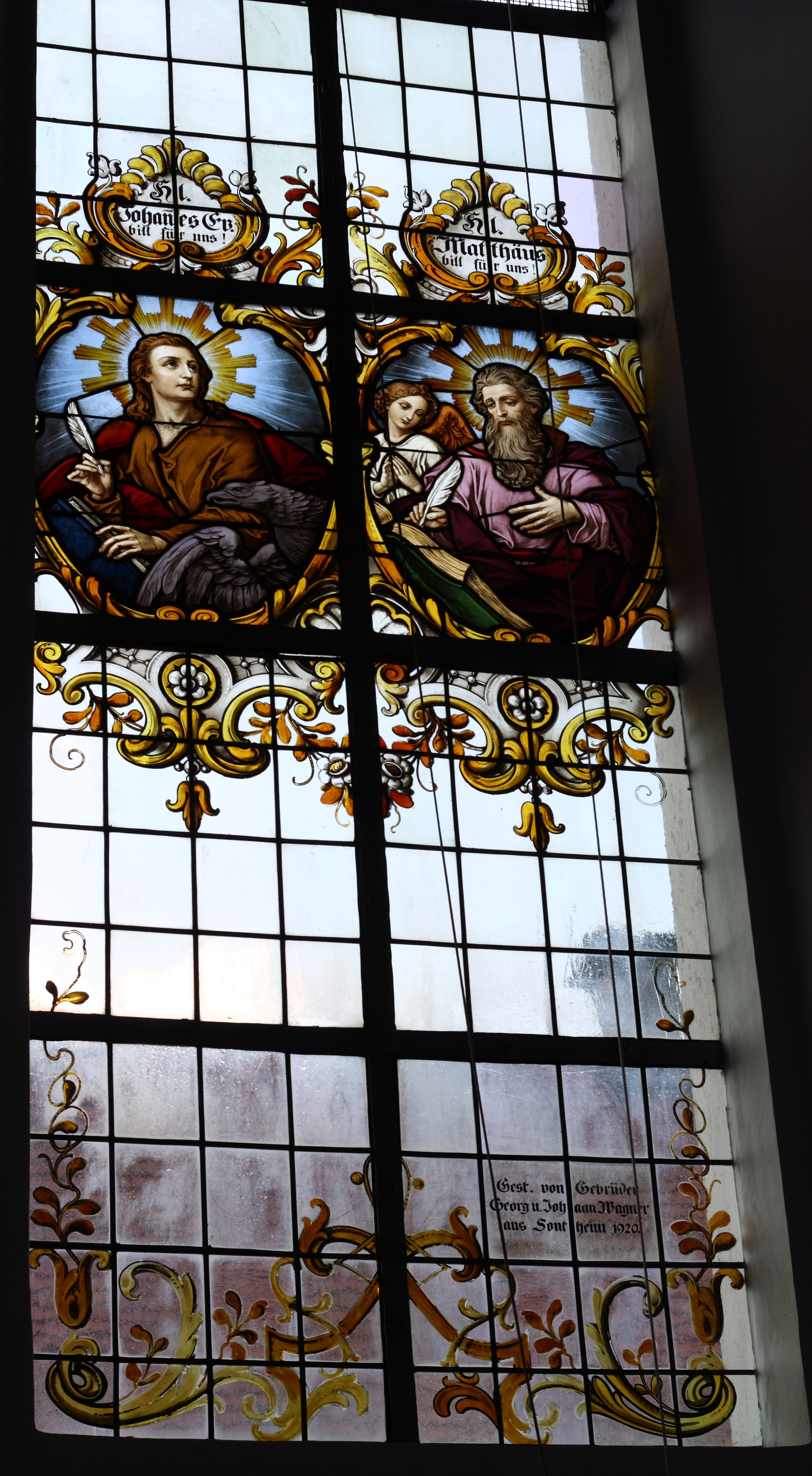
Evangelisten Johannes und Matthäus
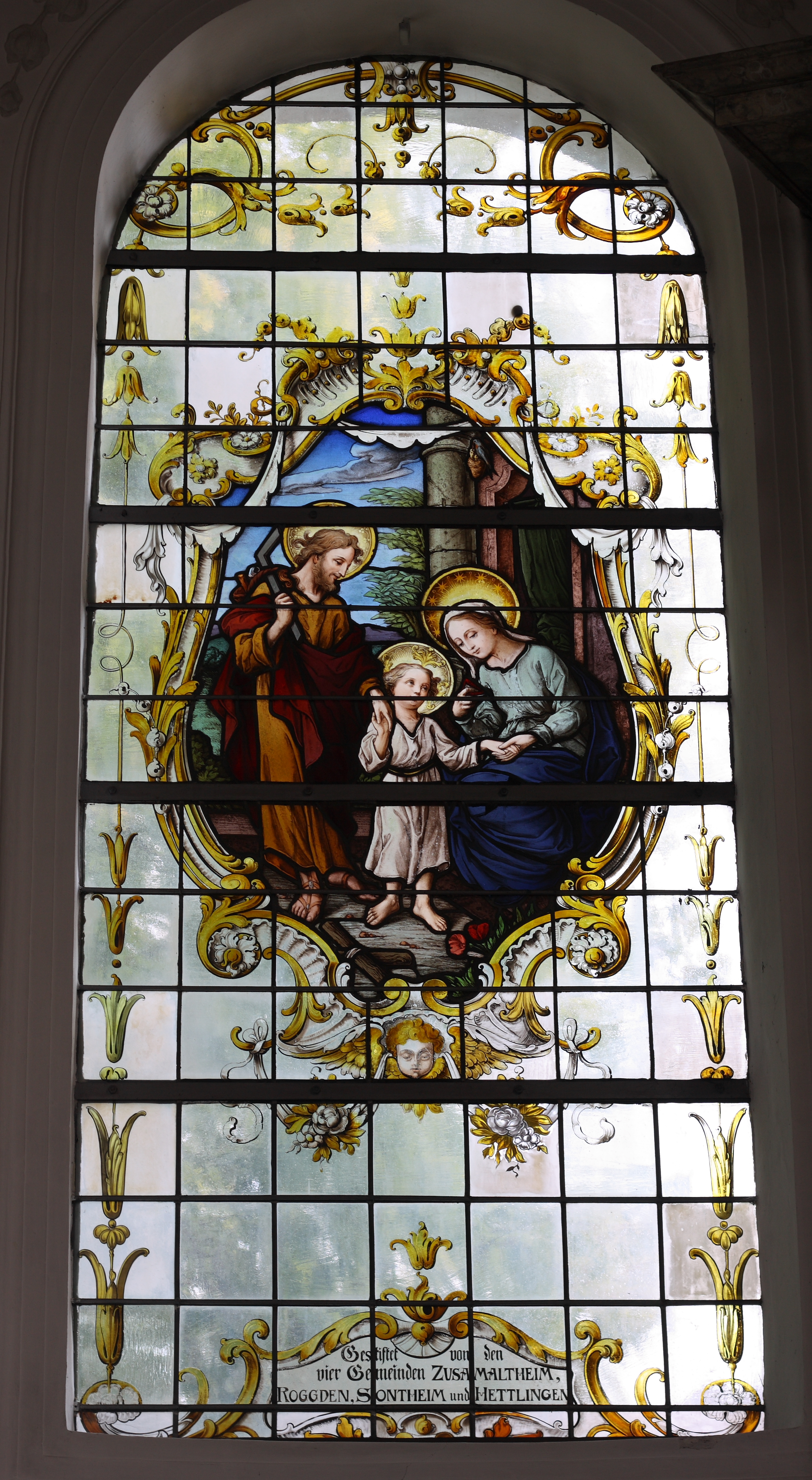
Heilige Familie